# Arènes de Tanger
Les arènes de Tanger (en arabe : ساحات طنجة) sont un bâtiment circulaire destiné à l'accueil de courses de taureaux, situé à l'Est de la ville de Tanger. Elles sont l'une des rares arènes du continent africain.

## Présentation
Dans leur état contemporain, elles occupent une parcelle de 21 540 m2 et peuvent accueillir 13 000 spectateurs.

### Historique
La ville de Tanger est marquée par sa situation géographique, objet de conflits permanent entre le Maroc et les diverses puissances européennes : Royaume-Uni, Espagne, France, jusqu'à la signature de la convention de Paris le 18 décembre 1923, accord international faisant de Tanger une zone internationale sous souveraineté du Sultan du Maroc. Sa situation en face de l'Espagne favorise l'influence de ce pays. Des arènes primitives sont construites dans une zone proche du « pont international » dont on sait qu'elles étaient en fonctionnement en 1890. La première corrida au Maroc eut lieu en 1911 à Tanger. Les années 1930 et 1940 furent effervescentes pour la tauromachie à Tanger, les corridas se déroulaient au stade Marchan.
Les arènes contemporaines, dites Plaza nueva sont construites après la Seconde Guerre mondiale, en 1949 et inaugurées l'année suivante sous l'impulsion de Rafael Ordóñez, frère du matador El Niño de la Palma. Des courses internationales y ont lieu avec des matadors français, espagnols, mexicains. Le roi Mohamed V assiste à une corrida. A l'indépendance du Maroc, la place ferme jusqu'en 1970 où des Espagnols donnent de nouvelles courses du 12 juillet au 4 octobre.
L'édifice est fermé jusqu'en 1993, où il est transformé en centre de rétention pour les Africains candidats à l'immigration vers l'Europe. Un accord est signé en 2005 avec la municipalité de Tanger-Tétouan pour la réhabilitation et la transformation du bâtiment pour qu'il puisse accueillir d'autres types de spectacles en plus des corridas.